# Фицалан, Томас, 12-й граф Арундел
Томас Фицалан (англ. Thomas Fitzalan; 13 октября 1381 — 13 октября 1415) — английский аристократ, 12-й граф Арундел и 11-й граф Суррей с 1400 года, рыцарь Бани, кавалер ордена Подвязки. Сын Ричарда Фицалана, 11-го графа Арундела. Помог Генриху IV захватить английский престол в 1399 году, позже принимал участие в Столетней войне.

## Биография
Томас Фицалан родился в 1381 году в семье Ричарда Фицалана, 11-го графа Арундела и 9-го графа Суррея, и Элизабет де Богун. Он принадлежал к одному из самых знатных, влиятельных и богатых родов Англии и был как единственный выживший сын своего отца наследником двух графских титулов и обширных земельных владений в ряде графств. Однако Ричарда Фицалана в 1397 году обезглавили по приказу короля Ричарда II как одного из лордов-апеллянтов. Его владения и титулы были конфискованы. Юного Томаса поместили под опеку единоутробного брата короля Джона Холланда, 1-го герцога Эксетера, который обращался с ним очень плохо (по словам хрониста, заставлял даже чистить ему обувь).
Фицалан бежал от опекуна и благодаря помощи купца по имени Уильям Скотт переправился на континент. В Утрехте он встретился со своим дядей Томасом Арунделом, бывшим архиепископом Кентерберийским, покинувшим Англию из-за конфликта с Ричардом II. Вместе Фицаланы отправились в Париж, где присоединились к ещё одному изгнаннику — Генри Болингброку, который приходился Томасу двоюродным братом (их матери были родными сёстрами). В июле 1399 года Томас сопровождал Болингброка при высадке в Равенспуре в Северной Англии. Мятежники получили практически всеобщую поддержку, Ричард II был низложен, на престол под именем Генриха IV взошёл Болингброк. Фицалан в благодарность за поддержку был посвящён в рыцари, получил семейные владения и титулы; на коронации нового монарха 13 октября он выполнял обязанности дворецкого.
В том же месяце граф занял своё место в парламенте, хотя формально был ещё несовершеннолетним. Известно, что он был в числе лордов, посоветовавших Генриху IV поместить свергнутого Ричарда под «надёжную и тайную охрану». В январе 1400 года, когда был раскрыт «Крещенский заговор» сторонников Ричарда, сэр Томас выступил против мятежников и арестовал одного из них — своего бывшего опекуна Джона Холланда (к тому времени лишённого герцогского титула, но оставшегося графом Хантингдон). Он подверг пленника жестоким насмешкам и приказал немедленно его обезглавить, хотя король приказал доставить Холланда в Тауэр. Фицалан проехал по Лондону с головой Хантингдона на копье и преподнёс этот трофей Генриху IV.
В последующие годы граф участвовал в борьбе с восстанием Оуайна Глиндура в Уэльсе, угрожавшим в том числе и его землям. В 1405 году он возглавил комиссию, приговорившую к смертной казни за мятеж архиепископа Йоркского Ричарда ле Скрупа и Томаса Моубрея, 4-го графа Норфолка. Это событие привело к охлаждению отношений между графом и его дядей, который с 1399 года снова возглавлял английскую церковь: Томас Арундел был уверен, что князей церкви может судить только духовный суд.
В 1411 году Томас Фицалан командовал отрядом в 1200 человек, который по приказу принца Уэльского пришёл на помощь герцогу бургундскому Жану Бесстрашному в его войне с арманьяками; он занял Париж и оттеснил арманьяков за Луару. В 1412 году Томас стал смотрителем Пяти портов и констеблем Дуврского замка, до 1413 года — кавалером ордена Подвязки. В 1413, при новом короле Генрихе V, он занял должность казначея. Томас высадился в Нормандии в 1415 году в составе королевской армии, но при осаде Гарфлера заболел, вернулся в Англию и там умер через несколько недель, в день своего 34-летия (13 октября 1415 года). Его похоронили в Арунделе, в часовне, построенной его отцом.

## Семья
Томас Фицалан был женат с 1405 года на внебрачной дочери короля Португалии Жуана I от Инес Перес Эстевес — Беатрисе. Этот брак должен был укрепить как англо-португальский союз, так и дружбу между Ланкастерами и Фицаланами (сестра короля была женой Жуана), но остался бездетным. Вдова позже вышла за Джона Холланда, 2-го герцога Эксетера, сына опекуна её первого мужа. Поскольку старшая ветвь Фицаланов угасла, титул графа Суррея вернулся в казну как выморочный, а титул графа Арундела отошёл двоюродному брату сэра Томаса — Джону Фицалану. Основная часть владений покойного была разделена между тремя его сёстрами.